# Prehistorische monumenten op Jersey

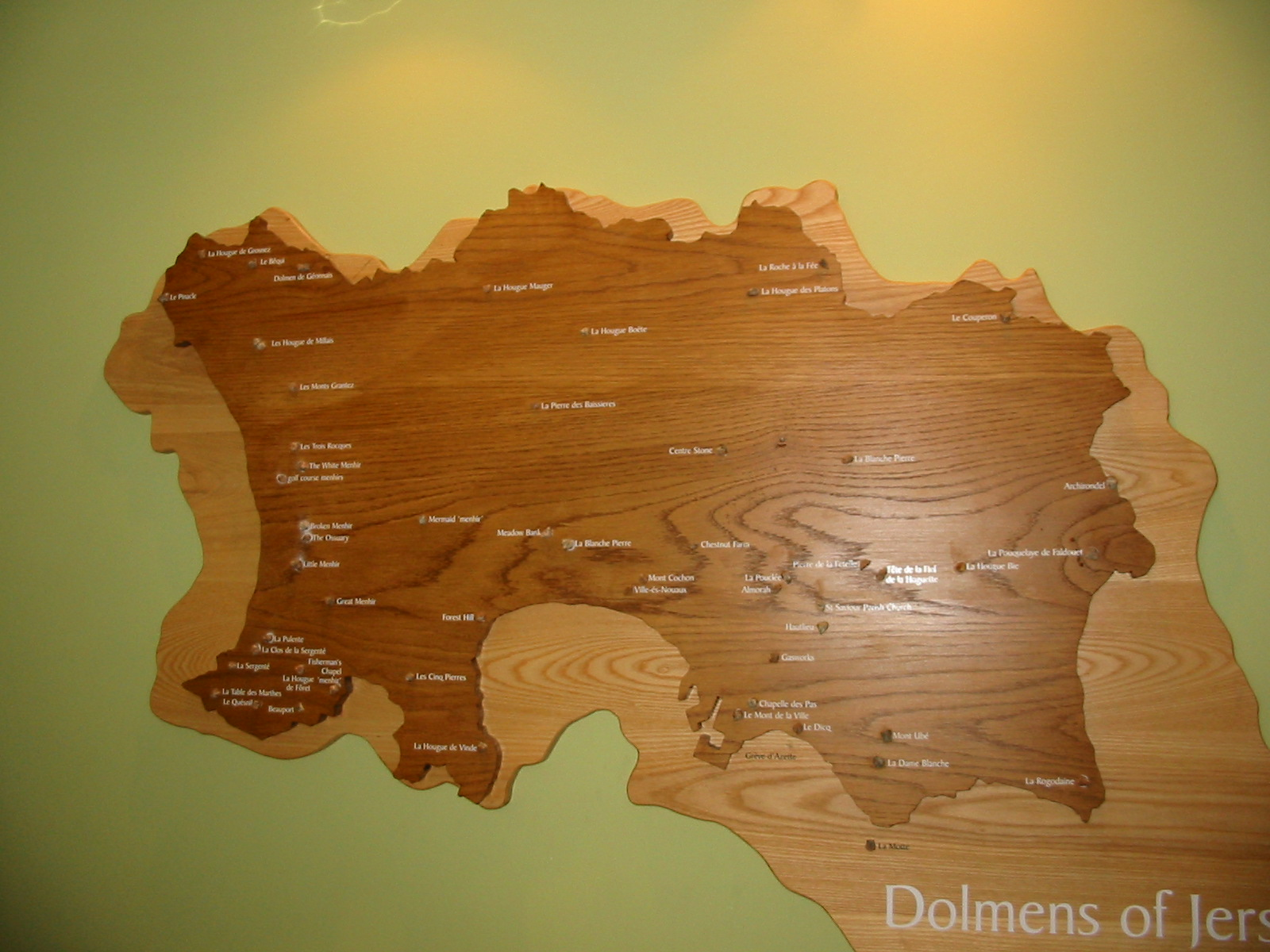
schematische kaart met de locatie van dolmens op Jersey

Er zijn veel prehistorische monumenten op het Engelse kanaaleiland Jersey. 
De eerste bewijzen van menselijke activiteit op Jersey zijn ongeveer 250.000 jaar oud, toen groepen neanderthalers de grotten bij La Cotte de St Brelade als basis gebruikten om mammoeten te jagen. De overblijfselen van deze jagers zijn echter beperkt.
Met het neolithicum gingen mensen zich op vaste plaatsen vestigen, en werden rituele bouwsels van grote stenen aangelegd, de hunebedden of dolmens. Om deze aan te leggen is een sociale organisatie noodzakelijk geweest, waarbij mensen betrokken waren die van een groot gebied afkomstig waren. De stenen op het binnenland van Jersey blijken namelijk vaak afkomstig te zijn van de kust. 
Er zijn ook archeologische bewijzen gevonden voor handelscontacten met Bretagne en de zuidkust van Engeland.

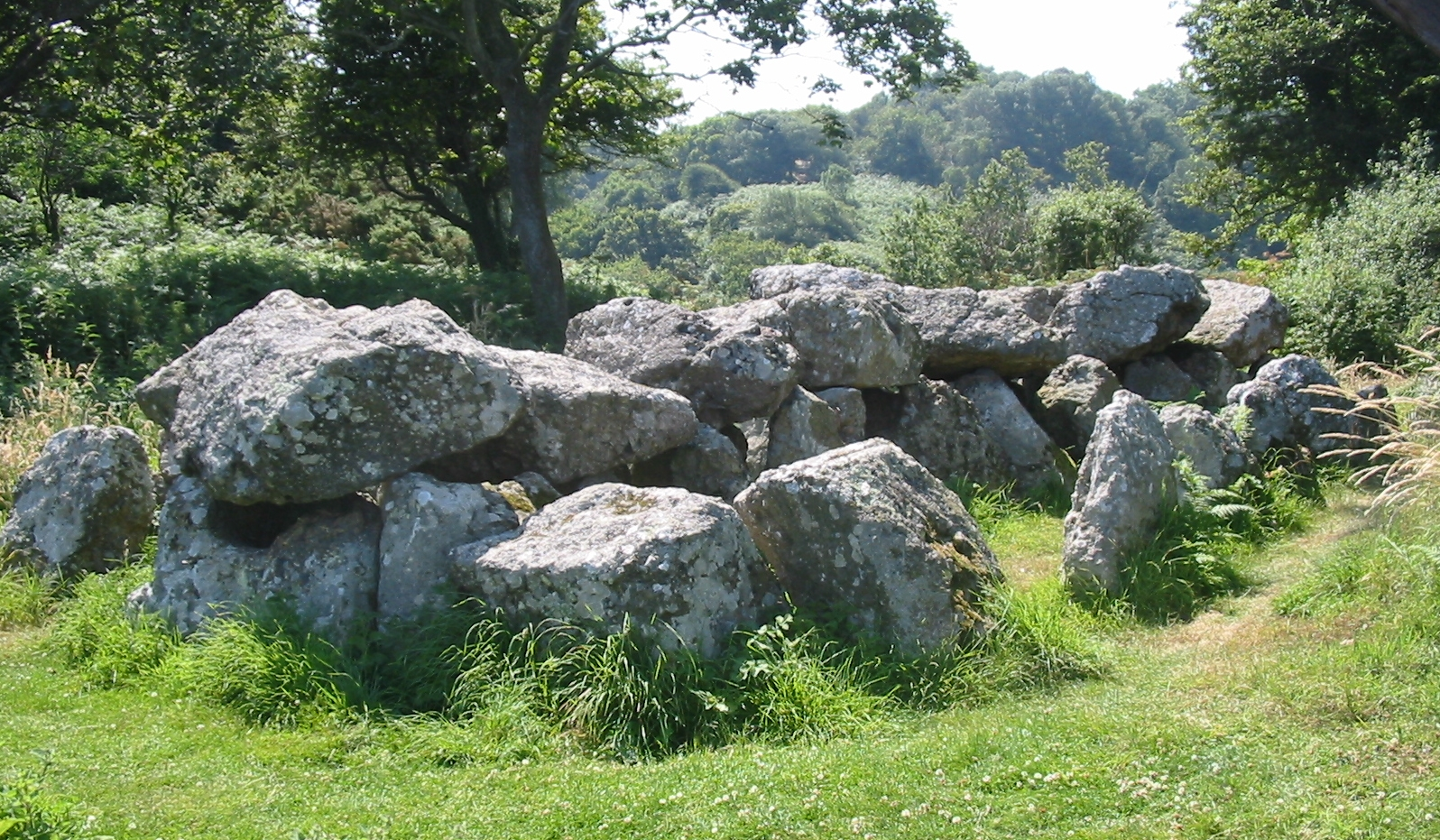
Dolmen du Couperon

Onder andere zijn de volgende dolmens op Jersey te zien:
- La Hougue Bie
- Dolmen du Faldouet
- Dolmen du Couperon
- Dolmen des Monts Grantez
- La Sergenté
- Dolmen des Géonnais

Naast deze samengestelde monumenten staan er een aantal losse grote stenen op Jersey, menhirs, die in de prehistorie zijn opgericht, zoals de centre stone die midden op het eiland ligt, en de standing stones in het westen van het eiland, op het golfterrein van Hotel Atlantic.

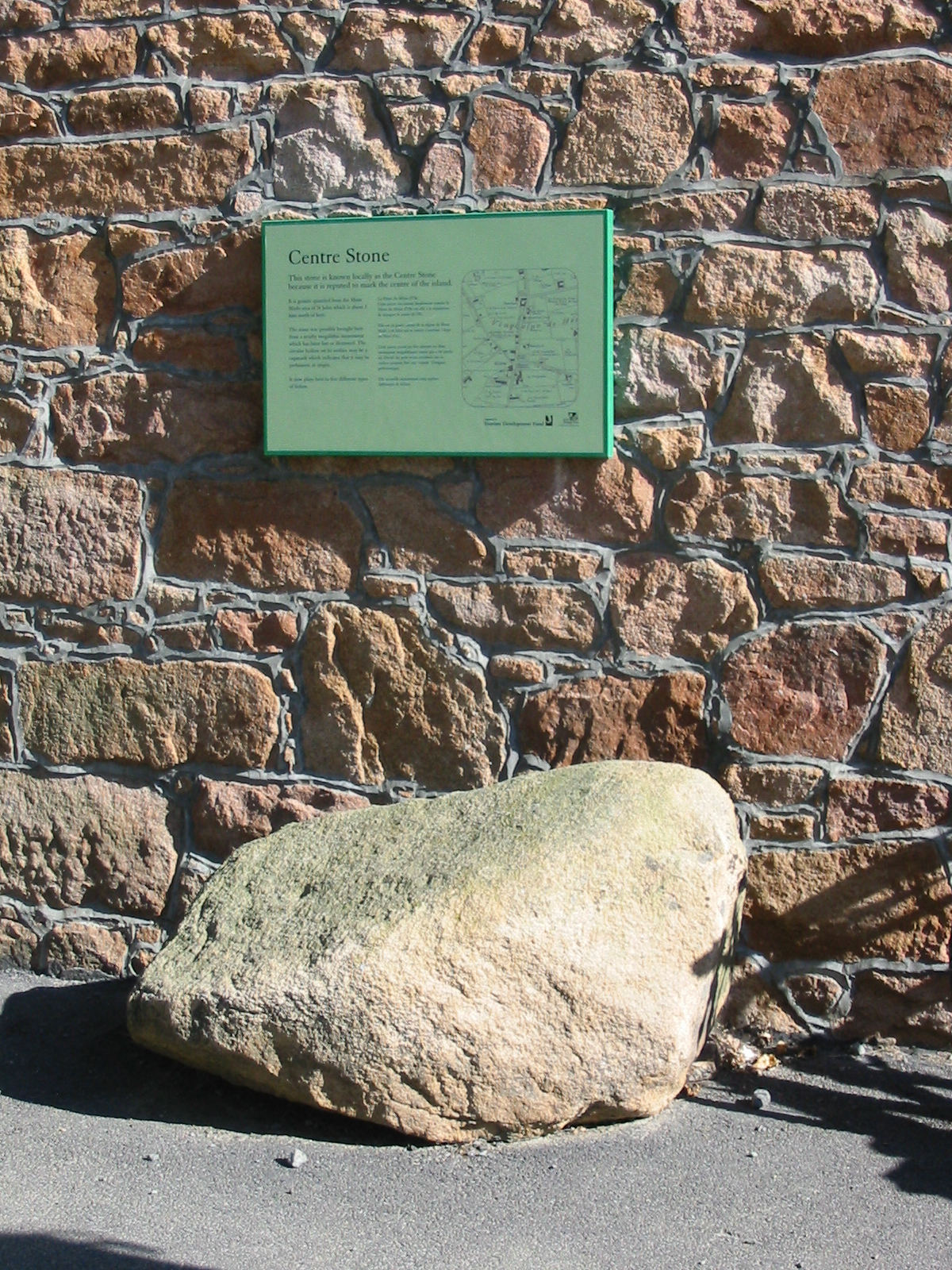
Centre Stone

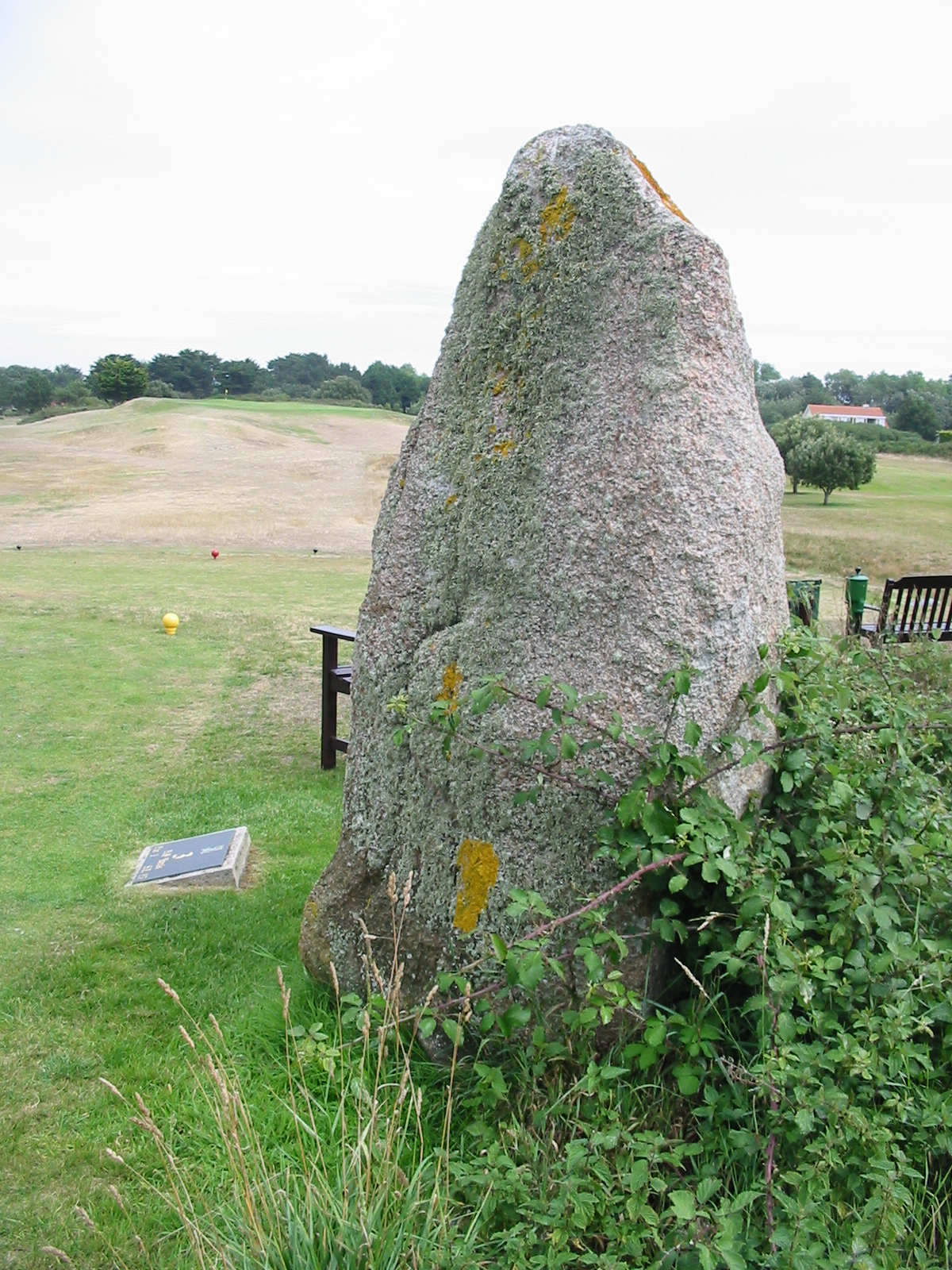
Standing stone